# 尼兹罗勒
尼兹罗勒（法語：Nizerolles，法語發音：[nizʁɔl]）是法国阿列省的一个市镇，位于该省东南部，属于维希区。

## 地理
尼兹罗勒（46°5'53"N, 3°38'17"E）面积17.57 平方千米，位于法国奥弗涅-罗讷-阿尔卑斯大区阿列省，该省份为法国中部省份，北起涅夫勒省、西北接谢尔省，西南至克勒兹省，南至多姆山省，东南临卢瓦尔省，东临索恩-卢瓦尔省。
与尼兹罗勒接壤的市镇（或旧市镇、城区）包括：拉沙佩勒、沙泰勒蒙塔涅、伊塞尔庞、勒马耶德蒙塔涅、莫勒。

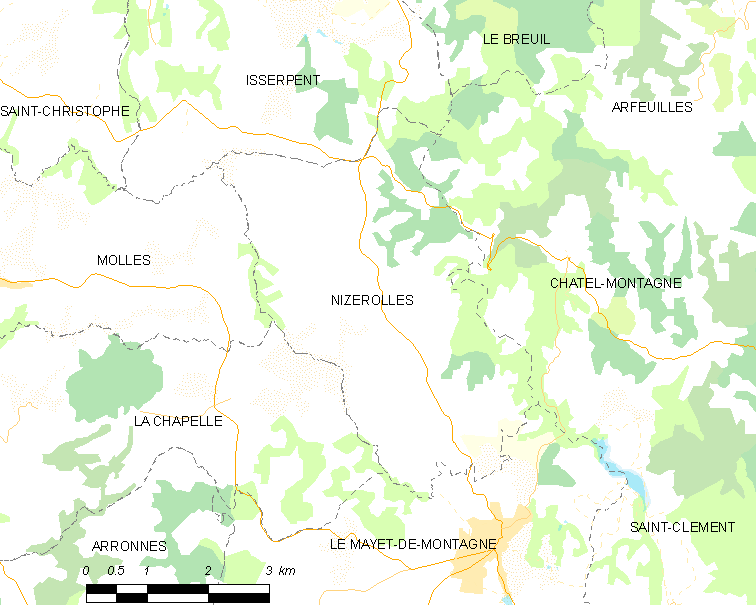
尼兹罗勒的OSM定位图

尼兹罗勒的时区为UTC+01:00、UTC+02:00（夏令时）。

## 行政
尼兹罗勒的邮政编码为03250，INSEE市镇编码为03201。

## 政治
尼兹罗勒所属的省级选区为拉帕利斯县。

## 人口

1962-2008年间尼兹罗勒人口变化图示

尼兹罗勒于2022年1月1日时的人口数量为288人。